# Canton de Montmorillon
Le canton de Montmorillon est une circonscription électorale française située dans le département de la Vienne et la région Nouvelle-Aquitaine.

## Géographie
Ce canton est organisé autour de Montmorillon dans les arrondissements de Châtellerault et Montmorillon. Son altitude varie de 63 m (Angles-sur-l'Anglin) à 228 m (Lathus-Saint-Rémy).

## Histoire
Le canton de Montmorillon a été créé en 1801.
Un nouveau découpage territorial de la Vienne entre en vigueur à l'occasion des premières élections départementales suivant le décret du 26 février 2014. Les conseillers départementaux sont, à compter de ces élections, élus au scrutin majoritaire binominal mixte. Les électeurs de chaque canton élisent au Conseil départemental, nouvelle appellation du Conseil général, deux membres de sexe différent, qui se présentent en binôme de candidats. Les conseillers départementaux sont élus pour 6 ans au scrutin binominal majoritaire à deux tours, l'accès au second tour nécessitant 12,5 % des inscrits au 1er tour. En outre la totalité des conseillers départementaux est renouvelée. Ce nouveau mode de scrutin nécessite un redécoupage des cantons dont le nombre est divisé par deux avec arrondi à l'unité impaire supérieure si ce nombre n'est pas entier impair, assorti de conditions de seuils minimaux. Dans la Vienne, le nombre de cantons passe ainsi de 38 à 19. Le nombre de communes du canton de Montmorillon passe de 8 à 26.
Le canton de Montmorillon est depuis formé de communes des anciens cantons de Saint-Savin (9 communes), de Montmorillon (8 communes), de La Trimouille (8 communes) et de Pleumartin (1 commune). Avec ce redécoupage administratif, le territoire du canton s'affranchit des limites d'arrondissements, avec 25 communes incluses dans l'arrondissement de Montmorillon et 1 dans l'arrondissement de Châtellerault. Le bureau centralisateur est situé à Montmorillon.

## Représentation

### Conseillers généraux de 1833 à 2015
| Période         | Période          | Identité                                                                           | Étiquette                     | Qualité                                                                                        |
| --------------- | ---------------- | ---------------------------------------------------------------------------------- | ----------------------------- | ---------------------------------------------------------------------------------------------- |
| 1833            | 1848             | Sylvain Victor Guillemin de Monplanet fils (1793-1865)                             |                               | Substitut à Poitiers puis avocat à Montmorillon                                                |
| 1848            | 1852             | Antoine Dominique Opter (1798-1869)                                                |                               | Négociant à Montmorillon                                                                       |
| 1852            | 1864             | François Félix Augier de Crémiers                                                  |                               | Maire de Bourg-Archambault                                                                     |
| 1864            | 1895             | Charles Nouveau-Dupin                                                              | Monarchiste puis Bonapartiste | Propriétaire - Maire de Montmorillon (1859-1870 et 1871-1878)                                  |
| 1895            | 1900 (démission) | Fernand Evariste Tribot-Laspière                                                   | Républicain                   | Négociant et banquier Maire de Montmorillon                                                    |
| 1900            | 1908 (décès)     | Paul Millet (1845-1908)                                                            | Conservateur clérical         | Ancien officier de cavalerie Propriétaire à la Dallerie - Maire de Lathus                      |
| 1908            | 1919             | Henri Guillemin de Monplanet (petit-fils de Sylvain Victor Guillemin de Monplanet) | Conservateur clérical         | Conseiller municipal de Montmorillon Député (1914-1919)                                        |
| 1919            | 1925             | Léon Dardant (1861-1951)                                                           | Rad.                          | Négociant en épicerie Maire de Montmorillon                                                    |
| 1925            | 1940             | Henri Guillemin de Monplanet                                                       | Conservateur                  | Conseiller municipal de Montmorillon Député (1914-1919) Nommé conseiller départemental en 1943 |
|                 |                  |                                                                                    |                               |                                                                                                |
| 1945            | 1951 (décès)     | Georges Pironnet (1878-1951)                                                       | Rad.ind.                      | Ancien maire de Montmorillon (1935-?)                                                          |
| 2 mai 1951      | 1951             | Élie Coin                                                                          | Rad.ind. de gauche            | Comptable à Montmorillon                                                                       |
| Oct.1951        | 1952 (décès)     | Charles Dubois                                                                     | DVD                           | Maire de Montmorillon                                                                          |
| 3 novembre 1952 | 1982             | Jean-Marie Bouloux                                                                 | NI puis CD puis UDF-CDS       | Cadre - Sénateur (1958-1986) Maire de Montmorillon (1952-1977)                                 |
| 1982            | 1994             | Daniel Cormier                                                                     | UDF-CDS                       | Ingénieur du Génie rural, Montmorillon                                                         |
| 1994            | 2015             | Guillaume Budan de Russé                                                           | RPR puis UMP                  | Inspecteur d'assurances Vice-président du Conseil général Maire de Montmorillon (1995-2008)    |

### Conseillers d'arrondissement (de 1833 à 1940)
Le canton de Montmorillon avait deux conseillers d'arrondissement.
| Période                                  | Période      | Identité                           | Étiquette    | Qualité |
| ---------------------------------------- | ------------ | ---------------------------------- | ------------ | --- |
| 1833                                     |              | M. Franchaud-Corbinière            |              | Propriétaire à Montmorillon |
| 1833                                     |              | M. Gervais-Lafond fils             |              | Avocat à Montmorillon |
|                                          |              |                                    |              | |
| 1880                                     |              | Aimé Bost-Lamondie                 | Républicain  | Maire de Montmorillon, nommé receveur particulier de l'administration des Finances de l'arrondissement de Saint-Sever (Landes) en 1891 |
|                                          |              |                                    |              | |
| 1886                                     | 1887 (décès) | Édouard Pouret (1844-1887)         | Conservateur | Propriétaire, maire de Moulismes |
|                                          |              |                                    |              | |
| 1898                                     | 1905 (décès) | M. Poinet                          |              | Agriculteur au Léché, commune de Saulgé                                                                                                |
| 1898                                     |              | M. Renault                         |              | |
|                                          |              |                                    |              | |
| 1906                                     |              | Gustave de Font-Réaulx (1856-1934) | Libéral      | Notaire à Montmorillon |
|                                          |              |                                    |              | |
| 1919                                     | 1934         | Jean-Baptiste Rullier-Pasquet      | Républicain  | Propriétaire agriculteur à Montmorillon                                                                                                |
| 1919                                     | 1922         | M. Chotard                         | Républicain  | |
| 1922                                     | 1931         | Alexis Chartier                    |              | Instituteur, propriétaire à Montmorillon                                                                                               |
| av.1931                                  | 1940         | Louis René Bouloux                 |              | Expert agricole à Montmorillon |
| 1934                                     | 1940         | M. Guillon                         | Conservateur | |
| 1940                                     |              |                                    |              | Les conseils d'arrondissement ont été suspendus par la loi du 12 octobre 1940 et n'ont jamais été réactivés                            |
| Les données manquantes sont à compléter. |              |                                    |              | |

### Conseillers départementaux depuis 2015
| Période élective | Période élective | Mandat | Mandat   | Identité                 | Nuance | Nuance | Qualité |
| ---------------- | ---------------- | ------ | -------- | ------------------------ | ------ | ------ | --- |
| 2015             | 2021             | 2015   | 2021     | Brigitte Abaux           |        | LR     | Retraitée comptable Maire de La Trimouille |
| 2015             | 2021             | 2015   | 2021     | Guillaume Budan de Russé |        | LR     | Retraité inspecteur général d’assurance Maire de Montmorillon (1995-2008) Président-délégué chargé des relations extérieures, des grands projets et des fonds européens |
| 2021             | 2028             | 2021   | en cours | Brigitte Abaux           |        | LR     | Conseillère sortante Conseillère Départementale Déléguée, chargée de l’Habitat et du Logement                                                                           |
| 2021             | 2028             | 2021   | en cours | Guillaume de Russé       |        | LR     | Conseiller sortant Président délégué, chargé des Financements Union Européenne, Etat, Région et des Grands Projets                                                      |

### Résultats détaillés

#### Élections de mars 2015
À l'issue du 1er tour des élections départementales de 2015, deux binômes sont en ballottage : Brigitte Abaux et Guillaume de Russé (UMP, 41,14 %) et Jean-Marie Rousse et Reine Marie Waszak (PS, 30,86 %). Le taux de participation est de 55,82 % (7 895 votants sur 14 143 inscrits) contre 51,35 % au niveau départemental et 50,17 % au niveau national.
Au second tour, Brigitte Abaux et Guillaume de Russé (UMP) sont élus avec 55,84 % des suffrages exprimés et un taux de participation de 56,14 % (4 054 voix pour 7 940 votants et 14 142 inscrits).

#### Élections de juin 2021
Le premier tour des élections départementales de 2021 est marqué par un très faible taux de participation (33,26 % au niveau national). Dans le canton de Montmorillon, ce taux de participation est de 38,35 % (5 184 votants sur 13 516 inscrits) contre 33,61 % au niveau départemental. À l'issue de ce premier tour, deux binômes sont en ballottage : Brigitte Abaux et Guillaume de Russé (LR, 42,07 %) et Justine Chabaud et Joachim Ganachaud (DVG, 23,5 %).
Le second tour des élections est marqué une nouvelle fois par une abstention massive équivalente au premier tour. Les taux de participation sont de 34,36 % au niveau national, 33,96 % dans le département et 36,46 % dans le canton de Montmorillon. Brigitte Abaux et Guillaume de Russé (LR) sont élus avec 58,19 % des suffrages exprimés (2 668 voix pour 4 928 votants et 13 516 inscrits),,. 

## Composition

### Composition avant 2015

Carte de localisation du canton de Montmorillon dans le département de la Vienne, redécoupage de 1982.

Le canton de Montmorillon regroupait 8 communes.
| Nom                      | Code Insee | Codepostal | Superficie (km2) | Population (dernière pop. légale) | Densité (hab./km2) |
| ------------------------ | ---------- | ---------- | ---------------- | --------------------------------- | ------------------ |
| Montmorillon (chef-lieu) | 86165      | 86500      | 57,00            | 6 258 (2012)                      | 110                |
| Bourg-Archambault        | 86035      | 86390      | 24,33            | 193 (2012)                        | 7,9                |
| Jouhet                   | 86117      | 86500      | 25,53            | 504 (2012)                        | 20                 |
| Lathus-Saint-Rémy        | 86120      | 86390      | 98,28            | 1 218 (2012)                      | 12                 |
| Moulismes                | 86170      | 86500      | 29,06            | 398 (2012)                        | 14                 |
| Pindray                  | 86191      | 86500      | 26,74            | 261 (2012)                        | 9,8                |
| Plaisance                | 86192      | 86500      | 13,11            | 177 (2012)                        | 14                 |
| Saulgé                   | 86254      | 86500      | 62,31            | 991 (2012)                        | 16                 |

### Composition depuis 2015
Le canton de Montmorillon comprend désormais vingt-six communes entières.
| Nom                                  | Code Insee | Intercommunalité       | Superficie (km2) | Population (dernière pop. légale) | Densité (hab./km2) | Modifier                                    |
| ------------------------------------ | ---------- | ---------------------- | ---------------- | --------------------------------- | ------------------ | ------------------------------------------- |
| Montmorillon (bureau centralisateur) | 86165      | CC Vienne et Gartempe  | 57,00            | 5 867 (2022)                      | 103                | modifier les données · modifier les données |
| Angles-sur-l'Anglin                  | 86004      | CA Grand Châtellerault | 14,75            | 362 (2022)                        | 25                 | modifier les données · modifier les données |
| Antigny                              | 86006      | CC Vienne et Gartempe  | 43,93            | 543 (2022)                        | 12                 | modifier les données · modifier les données |
| Béthines                             | 86025      | CC Vienne et Gartempe  | 37,02            | 470 (2022)                        | 13                 | modifier les données · modifier les données |
| Bourg-Archambault                    | 86035      | CC Vienne et Gartempe  | 24,33            | 171 (2022)                        | 7,0                | modifier les données · modifier les données |
| Brigueil-le-Chantre                  | 86037      | CC Vienne et Gartempe  | 53,79            | 460 (2022)                        | 8,6                | modifier les données · modifier les données |
| La Bussière                          | 86040      | CC Vienne et Gartempe  | 32,09            | 301 (2022)                        | 9,4                | modifier les données · modifier les données |
| Coulonges-les-Hérolles               | 86084      | CC Vienne et Gartempe  | 18,35            | 232 (2022)                        | 13                 | modifier les données · modifier les données |
| Haims                                | 86110      | CC Vienne et Gartempe  | 32,25            | 230 (2022)                        | 7,1                | modifier les données · modifier les données |
| Jouhet                               | 86117      | CC Vienne et Gartempe  | 25,53            | 510 (2022)                        | 20                 | modifier les données · modifier les données |
| Journet                              | 86118      | CC Vienne et Gartempe  | 58,51            | 368 (2022)                        | 6,3                | modifier les données · modifier les données |
| Lathus-Saint-Rémy                    | 86120      | CC Vienne et Gartempe  | 98,28            | 1 214 (2022)                      | 12                 | modifier les données · modifier les données |
| Liglet                               | 86132      | CC Vienne et Gartempe  | 52,53            | 301 (2022)                        | 5,7                | modifier les données · modifier les données |
| Moulismes                            | 86170      | CC Vienne et Gartempe  | 29,06            | 361 (2022)                        | 12                 | modifier les données · modifier les données |
| Nalliers                             | 86175      | CC Vienne et Gartempe  | 16,03            | 306 (2022)                        | 19                 | modifier les données · modifier les données |
| Pindray                              | 86191      | CC Vienne et Gartempe  | 26,74            | 248 (2022)                        | 9,3                | modifier les données · modifier les données |
| Plaisance                            | 86192      | CC Vienne et Gartempe  | 13,11            | 177 (2022)                        | 14                 | modifier les données · modifier les données |
| La Puye                              | 86202      | CU Grand Poitiers      | 23,57            | 604 (2022)                        | 26                 | modifier les données · modifier les données |
| Saint-Germain                        | 86223      | CC Vienne et Gartempe  | 20,23            | 883 (2022)                        | 44                 | modifier les données · modifier les données |
| Saint-Léomer                         | 86230      | CC Vienne et Gartempe  | 28,67            | 171 (2022)                        | 6,0                | modifier les données · modifier les données |
| Saint-Pierre-de-Maillé               | 86236      | CC Vienne et Gartempe  | 74,89            | 852 (2022)                        | 11                 | modifier les données · modifier les données |
| Saint-Savin                          | 86246      | CC Vienne et Gartempe  | 18,80            | 816 (2022)                        | 43                 | modifier les données · modifier les données |
| Saulgé                               | 86254      | CC Vienne et Gartempe  | 62,31            | 1 005 (2022)                      | 16                 | modifier les données · modifier les données |
| Thollet                              | 86270      | CC Vienne et Gartempe  | 29,92            | 163 (2022)                        | 5,4                | modifier les données · modifier les données |
| La Trimouille                        | 86273      | CC Vienne et Gartempe  | 41,65            | 863 (2022)                        | 21                 | modifier les données · modifier les données |
| Villemort                            | 86291      | CC Vienne et Gartempe  | 4,42             | 101 (2022)                        | 23                 | modifier les données · modifier les données |
| Canton de Montmorillon               | 8612       |                        | 937,76           | 17 579 (2022)                     | 19                 | modifier les données                        |

## Démographie

### Démographie avant 2015
| 1962   | 1968   | 1975   | 1982   | 1990   | 1999   | 2006   | 2011   | 2012   |
| ------ | ------ | ------ | ------ | ------ | ------ | ------ | ------ | ------ |
| 10 568 | 10 499 | 10 890 | 11 065 | 10 581 | 10 623 | 10 274 | 10 080 | 10 000 |

### Démographie depuis 2015
En 2022, le canton comptait 17 579 habitants, en évolution de −2,78 % par rapport à 2016 (Vienne : +0,6 %, France hors Mayotte : +2,11 %).
| 2013   | 2018   | 2022   |
| ------ | ------ | ------ |
| 18 364 | 17 843 | 17 579 |